# 士林運動中心
士林運動中心是台北市第6座啟用的市民運動中心，在台北市各行政區設置市民運動中心是馬英九擔任台北市長期間主要政見之一，其樓地板面積9,920平方公尺，地下二層，地上十層。2008年2月2日正式啟用，承包經營單位是臺北市中華基督教青年會。

## 設備
| 樓層 | 樓層用途                                  |
| ---- | ----------------------------------------- |
| 10樓 | 小型足球                                  |
| 9樓  | 會議室、社區教室                          |
| 7樓  | 專業室內羽球場                            |
| 5樓  | 攀岩場/樹攀空間、多功能綜合球場、飛輪教室 |
| 4樓  | 親子休憩&泳池俯瞰                         |
| 3樓  | 室內溫水游泳池                            |
| 2樓  | 體適能中心、舞蹈教室123                   |
| 1樓  | 舞蹈教室123、餐飲部                       |
| B1   | 停車場                                    |
| B2   | 停車場                                    |

## 外部連結
- 士林運動中心 - 臺北市政府體育局[]
- 士林運動中心 （页面存档备份，存于）
- 士林運動中心的Facebook專頁